# Donald A. Bailey

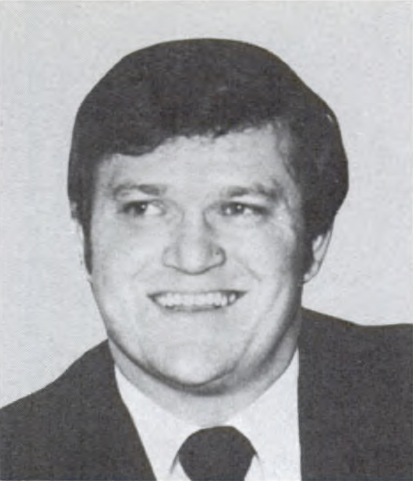
Donald A. Bailey (1979)

Donald Allen Bailey (* 21. Juli 1945 in Pittsburgh, Pennsylvania; † 9. März 2020) war ein US-amerikanischer Politiker. Zwischen 1979 und 1983 vertrat er den Bundesstaat Pennsylvania im US-Repräsentantenhaus.

## Werdegang
Donald Bailey besuchte die öffentlichen Schulen seiner Heimat. Im Jahr 1963 absolvierte er die Greensburg High School. Danach studierte er bis 1967 an der University of Michigan in Ann Arbor. In den Jahren 1967 bis 1970 diente er während des Vietnamkrieges als Oberleutnant in der United States Army. Anschließend arbeitete er in verschiedenen Branchen, darunter die Stahl- und Bauindustrie. Nach einem Jurastudium an der Duquesne University in Pittsburgh und seiner 1976 erfolgten Zulassung als Rechtsanwalt begann er in Greensburg in diesem Beruf zu arbeiten. Gleichzeitig schlug er als Mitglied der Demokratischen Partei eine politische Laufbahn ein.
Bei den Kongresswahlen des Jahres 1978 wurde Bailey im 21. Wahlbezirk von Pennsylvania in das US-Repräsentantenhaus in Washington, D.C. gewählt, wo er am 3. Januar 1979 die Nachfolge von John Herman Dent antrat. Nach einer Wiederwahl konnte er bis zum 3. Januar 1983 zwei Legislaturperioden im Kongress absolvieren. Im Jahr 1982 wurde er von seiner Partei nicht mehr zur Wiederwahl nominiert.
1986 bewarb sich Donald Bailey erfolglos um die demokratische Nominierung für die anstehenden Wahlen zum US-Senat. Zwischen 1985 und 1989 bekleidete er das Amt des Auditor General of Pennsylvania. Danach praktizierte er wieder als Anwalt. Im Jahr 1998 kandidierte er erfolglos für das Amt des Gouverneurs von Pennsylvania; 2012 strebte er dort den Posten des Attorney General an, scheiterte aber in den Vorwahlen seiner Partei an Kathleen Kane.